# Joseph D. Lohman
Joseph D. Lohman, född 31 januari 1910, död 26 april 1968, var en amerikansk politiker och lärare i sociologi.

## Biografi
Lohman föddes i Denver, Colorado. Han avlade sin kandidatexamen vid University of Denver, och sin masterexamen vid University of Wisconsin-Madison. Han kom sedan till University of Chicago. Han undervisade där i sociologi, liksom vid American University(en) och University of Wisconsin-Madison. 
Illinois guvernör Adlai Stevenson II utnämnde Lohman till ordförande för Illinois Parole Board 1949. 1954 valdes Lohman till sheriff över Cook County, för demokraterna, och han återvaldes 1958. Senare skulle Lohman komma att bli vald till Illinois skattmästare. År 1961 sa Lohman  dock upp sig från denna post och blev då utsedd till dekanus vid School of criminology hos University of California, Berkeley. Han dog i Walnut Creek, California på grund av hjärtproblem vid 58 års ålder.

### School of criminology i Berkeley
Under Lohmans tid på the school of ciminology i Berkeley genomgick skolan något av ett paradigmskifte, bland annat på grund av att utbildningsplanerna förändrades så att skolan fick det primära ansvaret för tekniska och yrkesmässiga aspekter av polisutbildningen. Under sin tid som dekanus säkrade Lohman över en miljon dollar i federala och fristående stiftelsers anslag.
Skolans inflytande ökade under Lohmans policy. Lohman brukade enligt en källa hävda att sociologi "studerade vad människor måste göra, oavsett om de vill det eller ej".

## Utmärkelser
Sedan 1975 ges The Joseph D. Lohman Award for outstanding service to the Western Society of Criminology ut i Lohmans namn.